# Masacre de Bear River
La Masacre del Río Bear, tuvo lugar en lo que hoy en día es el condado de Franklin, Idaho, el 29 de enero de 1863. El coronel Patrick Edward Connor lideró un destacamento de Voluntarios de California como parte de la Expedición del Río Bear contra el jefe tribal Shoshón Bear Hunter. Cientos de hombres, mujeres y niños Shoshone fueron asesinados cerca de sus tipis; el número de víctimas Shoshón entre hombres, mujeres y niños fueron 493.

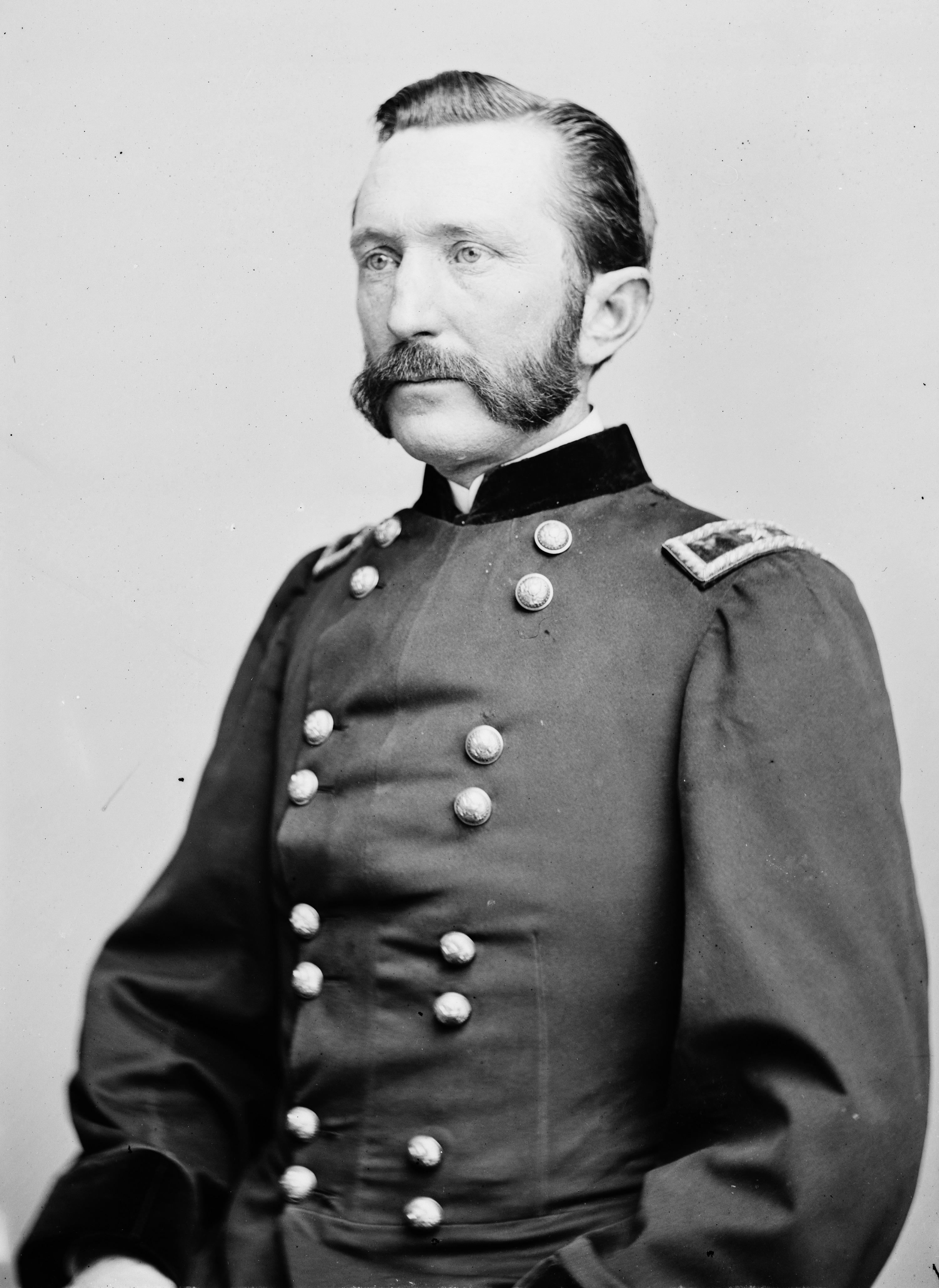
Coronel Patrick Edward Connor, Autor de la Masacre.

## Historia
"Agarraban a los niños pequeños por las piernas como si fueran una liebre y les golpeaban la cabeza contra la tierra"
Schramm (descendiente de uno de los caciques), Elva.

Fue un trágico evento que se llevó a cabo durante el conflicto entre el estado de los Estados Unidos y las tribus nativas americanas en el oeste de Estados Unidos. En ese momento, las tensiones entre los colonos blancos y las tribus indígenas habían estado en aumento debido a la competencia por la tierra y los recursos naturales. Los Shoshone, una tribu nativa americana que habitaba la región, habían estado involucrados en incursiones para obtener alimentos y suministros de las granjas y ranchos de los colonos que ocupaban sus antiguas tierras fruto del robo a este antiguo pueblo.
El coronel Patrick Edward Connor, al mando de un destacamento de Voluntarios de California, fue enviado para poner fin a los ataques Shoshón. El 29 de enero de 1863, las tropas del ejército de los Estados Unidos atacaron el campamento Shoshón en el Río Bear. El ataque fue sorpresivo y brutal. Las tropas abrieron fuego contra los Shoshone indefensos, matando a cientos de hombres, mujeres y niños. Muchas de las víctimas fueron asesinadas mientras intentaban escapar o buscar refugio en sus tipis.

"Varias indias fueron asesinadas porque no se sometieron silenciosamente a ser violadas, y otras indias fueron violadas en la agonía de la muerte"
Un mormon de la zona.

"agarrar a niños pequeños por las trenzas y darles vueltas hasta romperles el cuello"
Parry (Descendiente de uno de los caciques), Brad.

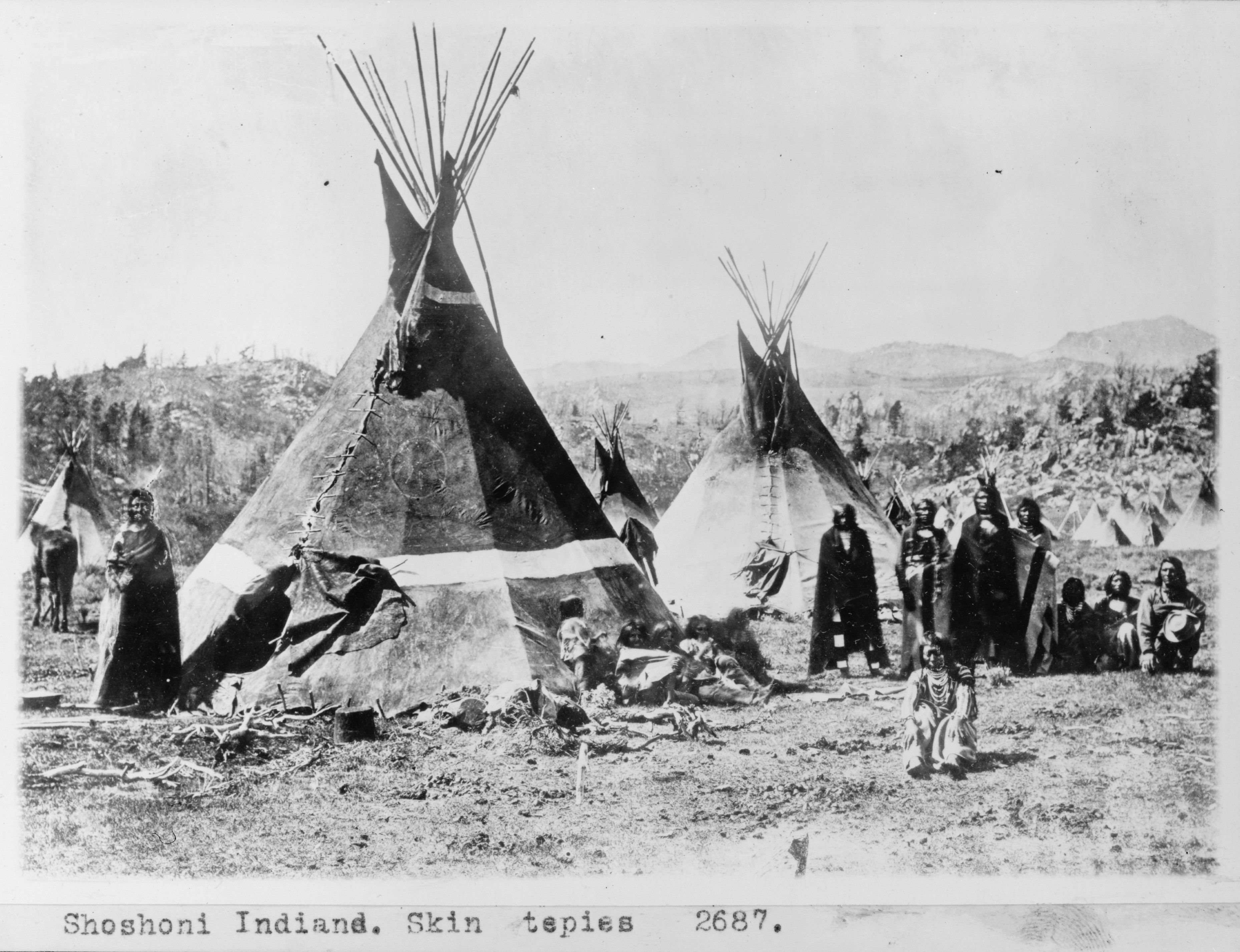
Pueblo Shshón en sus tipis.

Las cifras exactas de víctimas varían en los informes históricos. Los colonos locales informaron un número mayor de víctimas Shoshón que los soldados. Esta discrepancia puede atribuirse a diferentes estimaciones y testimonios, así como a la posible ocultación de la verdadera magnitud de la masacre. Independientemente de las cifras precisas, la Masacre del Río Bear fue un evento trágico que resultó en la pérdida de numerosas vidas Shoshones y dejó una profunda cicatriz en la historia de las relaciones entre los colonos estadounidenses y las tribus nativas americanas.
La Masacre del Río Bear también tuvo implicaciones más amplias en el desarrollo de la región. Después del incidente, los Shoshón sufrieron una disminución significativa en su población y poderío, lo que facilitó la expansión de los colonos blancos en la zona. Además, el evento generó controversia y debate en los Estados Unidos sobre el trato a las tribus nativas americanas y el papel del gobierno en la protección de sus derechos.